# Jacques Barrot
Jacques Barrot (Yssingeaux, 3 februari 1937 – Neuilly-sur-Seine, 3 december 2014) was een Franse politicus en rechter. Hij was onder meer Europees commissaris, belast met Justitie, Veiligheid en Vrijheid en zetelde sinds 2010 als rechter in de Conseil constitutionnel.
Barrot studeerde aan de Universiteit van Aix-Marseille, waar hij werd opgeleid tot jurist en socioloog.
Van 1976 tot 1986 was hij lid van het parlement van Auvergne. Van 1989 tot 2001 was hij burgemeester van zijn geboorteplaats Yssingeaux. Van 1976 tot 2004 was hij ook voorzitter van de raad van het departement Haute-Loire.
Jacques Barrot was van 1967 tot 2004 lid van de Nationale Raad voor de regio Haute-Loire.
Van 2004 tot 2009 was Barrot lid van de Europese Commissie, waar hij de Fransman Michel Barnier opvolgde. Voor de nieuwe EC, die per 1 november 2004 zou aantreden, werd Barrot voorgedragen als vicevoorzitter en commissaris voor transport. In het Europees Parlement ontstond eind november 2004 enige beroering omdat Barrot eerder veroordeeld was voor het frauderen met gelden ten behoeve van zijn partij. Niettemin werd hij als commissaris aanvaard. In 2008 werden de bevoegdheden herschikt en werd Barrot bevoegd voor Justitie, Veiligheid en Vrijheid.
In 2010 werd hij benoemd in Frankrijk tot lid van de Franse Conseil constitutionnel met een mandaat tot 2019.
Jacques Barrot was getrouwd en had drie kinderen.
Joaquín Almunia · Catherine Ashton · José Manuel Barroso · Jacques Barrot · Joe Borg · Karel De Gucht · Stavros Dimas · Benita Ferrero-Waldner · Ján Figeľ · Franco Frattini · Mariann Fischer Boel · Dalia Grybauskaitė · Danuta Hübner · Siim Kallas · Meglena Koeneva · László Kovács · Neelie Kroes · Markos Kyprianou · Peter Mandelson · Charlie McCreevy · Louis Michel · Leonard Orban · Andris Piebalgs · Janez Potočnik · Viviane Reding · Olli Rehn · Paweł Samecki · 
Algirdas Šemeta · Vladimír Špidla · Antonio Tajani · Androulla Vassiliou · Günter Verheugen · Margot Wallström
- Bibliothèque nationale de France: cb118903669 (data)
- Biografisch Portaal: 94098228
- Gemeinsame Normdatei: 1268285285
- International Standard Name Identifier: 0000 0000 2431 9930
- Library of Congress Control Number: n78028519
- Nederlandse Thesaurus van Auteursnamen: 139493271
- Parlement.com: vgq11a2158xt
- Réseau des bibliothèques de Suisse occidentale: 02-A002971968
- Système universitaire de documentation: 026706954
- Virtual International Authority File: 17218674
- WorldCat: E39PBJw8Tf83VxrKq4pHprxFKd